# Aspro Parks
Cet article concerne un groupe espagnol de loisirs. Pour la marque commerciale désignant la nouvelle forme d'aspirine, voir Aspro.
Aspro-Ocio est un groupe espagnol spécialisé dans le loisir exploitant des parcs aquatiques, des parcs de loisirs, des aquariums, des parcs zoologiques et des delphinariums. En 2016, il gère ainsi 43 parcs dans 8 pays d'Europe (Espagne, France, Royaume-Uni, Finlande, Pays-Bas, Portugal, Belgique et Suisse). Ses principales marques sont les parcs aquatiques Aqualand, les aquariums britanniques Blue Reef et les zoos marins espagnols Marineland. Son directeur  est Juan Carlos Smith Morrondo.

## Historique
La société est créée en octobre 1991 en Espagne.
En 2006, elle était la propriété, à parts égales, de Jesús de Ramón Laca, dernier président du quotidien Diario 16, de la famille de Nicolás Cotoner y Martos, marquis d'Ariany (es), et de Juan Carlos Smith Morrondo, le président du groupe.
En 2008, la société achète le groupe Blue Reef Aquarium (en) comprenant quatre aquariums et un parc de loisirs.
En juillet 2012, elle acquiert le parc récréatif néerlandais Linnaeushof, auto-proclamé plus grande plaine de jeux européenne,.
En décembre 2014, un communiqué de presse annonce que le groupe français Compagnie des Alpes finalise le processus de cession du Dolfinarium Harderwijk à Aspro-Ocio.
En janvier 2015, la Compagnie des Alpes annonce la cession de Walibi Sud-Ouest au groupe luxembourgeois CLP. L'acquéreur derrière cette opération est le Aspro-Ocio dont la filiale est CLP. Le Dolfinarium Harderwijk passe également dans les mains du groupe espagnol par cette cession. Le chiffre d'affaires de la saison 2013-2014 de ces deux parcs représente 22,5 millions d'euros avec un excédent brut opérationnel de 6 % environ. La cession des deux sites revient à 37,5 millions d'euros. Le parc français conserve la marque Walibi pendant trois ans,. En outre, Walygator Parc entre en décembre 2015 dans le giron d'Aspro-Ocio également via sa filiale CLP.

## Les parcs
Elle gère plusieurs types de parcs de loisirs
| - Parcs aquatiques - 14 parcs Aqualand (France, Espagne, Portugal, Pays-Bas) - Alpamare (Suisse, Maroc) - Serena (Finlande, Espagne) - Tropiclandia (Finlande) - Visulahti (Finlande) - Captain Jako (France) - Western Water Park (Majorque, Espagne) - Marineland de Catalogne (Espagne) - Aqualeón (Espagne) - Parcs zoologiques et delphinariums - Marineland de Catalogne (Espagne) - Marineland de Majorque (Baléares, Espagne) - Aqualand Costa Adeje (Canaries, Espagne) - Palmitos Park (Canaries, Espagne) - Las Águilas Jungle Park (en) (Canaries, Espagne) - Dolfinarium Harderwijk (Pays-Bas) - Boudewijn Seapark (Belgique) | - Aquariums - 4 Blue Reef Aquarium (en) au Royaume-Uni (Portsmouth, Tynemouth, Newquay et Hastings) - Deep Sea World (en), Scotland National Aquarium (Écosse) - Aquarium de Barcelone (Espagne) - Aquarium de Lyon (France) - Planet Ocean Montpellier (France) - Aquarium de Bristol (Royaume-Uni) - Blue Planet Aquarium (en) (Royaume-Uni) - Parcs d'attractions - Deltapark Neeltje Jans (Pays-Bas) - Boudewijn Seapark (Belgique) - Oakwood Theme Park (Royaume-Uni) - Puuhamaa (Finlande) - Smugglers Adventure (Royaume-Uni) - Walygator Sud-Ouest (France) - Walygator Grand Est (France) - Centres de loisirs - Alpamare (Suisse), centre de remise en forme - Linnaeushof (Pays-Bas), centre récréatif - Serena (Finlande), station de ski - Tropiclandia (Finlande), centre de remise en forme - Visulahti (Finlande), domaine de loisirs - Top Camping Vaasa (Finlande) |